# 김흥수 (아나운서)
김흥수(金興洙, 1958년 6월 14일 ~ )는 KBS의 전 아나운서이다.

## 경력
- 1982년 신문기자 데뷔
- 1983년 KBS 부산방송총국 데뷔
- 1984년 강릉 MBC MBC 강릉문화방송 데뷔 이직
- 1985년 KBS 한국방송 데뷔 이직 하고 데뷔 KBS 대구방송총국 대구 지역 대뷔
- KBS 뉴스 9 대구·경북 (KBS 대구 1TV)
- 2000년 KBS 한국방송 무려 15년만에 본사 복귀
- KBS 뉴스 (1000) (KBS 1TV)
- 지금은 실버시대
- 언제나 청춘
- KBS 뉴스 일요일 오전 8시 (KBS 1TV)
- 인간극장 《마이크의 전사들》(출연) (2004년, 3월 1일 ~ 3월 5일) (KBS 2TV)
- KBS 스포츠중계 야구 캐스터
- 동창이 밝았느냐 (KBS 1FM)
- 2014년 정년퇴직
- KBS 아나운서실 실장